# Chúdniv
Chúdniv (en ucraniano: Чуднів) o Chúdnov (en ruso: Чуднов; en polaco: Cudnów) es una localidad urbana del óblast de Zhytómyr (Ucrania), y el centro administrativo del raión de Chúdniv. En 2013 tenía una población de 5794 habitantes.

## Geografía
Chúdniv está bañado por el Río Téteriv, un afluente del Dniéper, y se encuentra a 47 km al suroeste de Zhytómyr.

## Historia

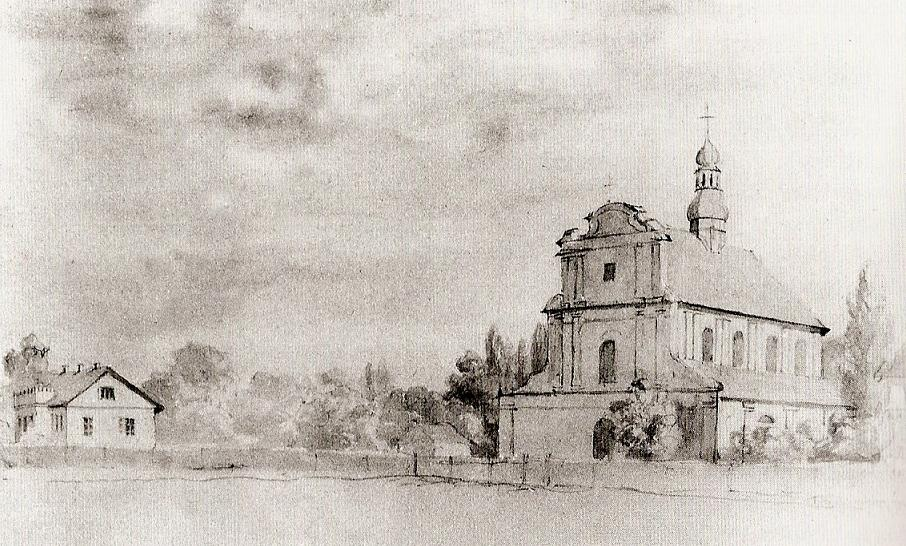
Chúdniv en el, por Napoleon Orda.

La primera mención documentada de Chúdniv se remonta al año 1416. Durante una revuelta de los cosacos, el 2 de febrero de 1593, su líder, el atamán Krzysztof Kosiński, fue derrotado por Janusz Ostrogski en una batalla que tuvo lugar cerca del pueblo de Piątek, en las proximidades de Chúdniv. En 1660, se libró otra batalla próxima a Chúdniv en el marco de la guerra ruso-polaca de 1654-1667. Esta batalla de Chúdniv enfrentó las fuerzas de la República de las Dos Naciones (Mancomunidad de Polonia-Lituania), aliadas con los tártaros de Crimea, contra el Zarato moscovita y sus aliados cosacos, y acabó con una clara victoria polaca.
A lo largo del siglo xix, Chúdniv se convirtió en un importante centro de comercio de productos agrícolas. A finales de siglo, contaba 10 500 habitantes, de los que la mitad eran judíos.
El 7 de julio de 1941, la localidad fue ocupada por la Wehrmacht. Los judíos fueron confinados en un gueto y vivieron en condiciones difíciles, azotados por el hambre y los trabajos forzados, antes de ser exterminados en forma de ejecuciones en masa perpetradas por un Einsatzgruppe de alemanes y de policías ucranianos.

## Población
Censos (1923-2001) o estimaciones (2010-2013) de la población:
| 2836       | 7871 | 5903 | 6430 | 7390 | 6791 | 6558 | 5806 | 5752 | 5782 | 5794 |
| (Fuente: ) |      |      |      |      |      |      |      |      |      |      |

## Transportes
La estación de ferrocarril de Chúdniv-Volynsky (en ucraniano: Чуднів-Волинський) se encuentra a 5 km de Chúdniv, en la línea Koziatyn–Shepetivka, y a 94 km de Zhytómyr. Por carretera, Zhytómyr se encuentra a 54 km.